# Drácon
Drácon ou Draconte (em grego: Δράκων, transl. Drákōn) foi um legislador ateniense (século VII a.C.).
Arconte, de origem aristocrática, Drácon recebeu em 621 a.C. poderes extraordinários para pôr fim ao conflito social provocado pelo golpe de estado de Cilón e o exílio de Mégacles. Incumbido pelos atenienses de preparar um código de leis escritas (até então eram orais), Drácon elaborou um rígido código de leis baseadas nas normas tradicionais arbitradas pelos juízes. Ele foi considerado o primeiro a fazer leis para os atenienses.
A severidade deste código fez com que o adjetivo draconiano (do francês draconien) chegasse à posteridade como sinônimo de desumano, excessivamente rígido ou drástico.
O seu código de leis durou até a época de Sólon, que reteve do código de Drácon apenas as leis relativas ao homicídio.

## Morte
Segundo é relatado na Suda (uma espécie de enciclopédia primitiva) supostamente morreu em 620 a.C. por excesso de carinho. Durante uma visita a um teatro da Ilha de Egina, no litoral da Grécia, foi recebido por seus apoiadores com uma revoada de chapéus, capas e outros itens de vestimenta — uma típica demonstração de respeito, equivalente a uma prolongada salva de palmas. Foi tanto tecido que ele não conseguiu se desvencilhar e morreu sufocado.

## Leis draconianas
As leis draconianas têm um importante papel na história do Direito, mas não são o primeiro código de leis escrita, como havia sido proposto antes. O primeiro código de leis grego foi o de Zaleuco de Locros.
E uma de suas características era a previsão de penas pecuniárias.
Afirmava, essencialmente, a supremacia dos poderes públicos. Consagrava o direito de jurisdição do pai sobre o filho, mas suprimiu a vingança particular. Para os crimes graves, aqueles submetidos ao Areópago, as penas eram a morte ou o exílio. O código escrito por Drácon, contudo, não era uma constituição pois não contemplava os problemas econômicos e sociais. Estes, somente seriam resolvidos por Sólon de Atenas.
Deve-se a Drácon o começo de um importante princípio do Direito Penal: a diferença entre o homicídio involuntário, voluntário e legítima defesa.
No código de Drácon, a punição para qualquer forma de roubo era a morte. Tanto o furto como o assassinato recebiam a mesma punição: a morte. Dêmades, político ateniense do século IV a.C., disse que "as leis de Drácon tinham sido escritas com sangue e não com tinta". As leis eram tão severas que os atenienses as aboliram, não por algum decreto, mas apenas deixando de cumpri-las.
Pausânias menciona um exemplo curioso da aplicação da lei draconiana: Teágenes (filho de Timóstenes) foi um grande vencedor dos Jogos Olímpicos. Quando ele morreu, um dos seus inimigos ia toda noite à sua estátua, e chicoteava o bronze, como se estivesse chicoteando o próprio Teágenes, até a vez em que a estátua caiu e matou o homem. Os parentes do morto, então, processaram a estátua por assassinato, e ela foi condenada e jogada no fundo do mar — pena baseada no código de Drácon, que previa o banimento para objetos inanimados que caíssem e matassem um homem.